# David Henrie
David Henrie (n. 11 iulie 1989) este un actor, producător și regizor american. Cel mai cunoscut rol al său este Justin Russo, din serialul marca Disney Channel, Magicienii din Waverly Place.

## Carieră
Henrie a jucat în multe show-uri ca și invitat, cum sunt Providence, Without a Trace, The Mullets, Judging Amy, The D.A., Jack&Bobby, NCIS, House si Cold Case. Înainte de rolul lui în Wizards of Waverly Place, el a avut un rol recurent în That's So Raven ca Larry, prietenul lui Cory. De asemenea, Henrie a avut un rol recurent in How I Met Your Mother, unde a jucat ca viitorul fiu al lui Ted Mosby.
La vârsta de 18 ani, Henrie a primit rolul lui Justin Russo în Serialul Original Disney, Wizards of Waverly Place. Show-ul TV a avut premiera în 12 octombrie 2007. De asemenea el a jucat și în filmul Wizards of Waverly Place: The Movie împreuna cu cei din distribuția serialului. Henrie l-a jucat pe Justin Russo pe parcursul întregului serial. La un an dupa difuzarea ultimului episod al show-ului TV, un film intitulat The Wizards Return: Alex vs. Alex a avut premiera pe 15 martie 2013 fără Henrie, dar personajul acestuia a fost menționat in film si o fotografie cu el a fost prezentată. Henrie este recunoscut pentru scrierea a două episoade din Wizards of Waverly Place, "Alex's Logo" și episodul special "Meet the Werewolves".

## Filmografie

### Film
| An(i) | Titlu                              | Rol            | Note                                           |
| ----- | ---------------------------------- | -------------- | ---------------------------------------------- |
| 2003  | Monster Makers                     | Danny Burke    | -                                              |
| 2004  | Hollywood Mom's Mystery            | Oliver Palumbo | -                                              |
| 2004  | Arizona Summer                     | Bad            | -                                              |
| 2012  | The Secret World of Arrietty       | Shawn (voce)   | -                                              |
| 2013  | Grown Ups 2                        | Frat Boy Zac   | -                                              |
| 2014  | 1000 to 1: The Cory Weissman Story | Cory Weissman  | -                                              |
| 2014  | Catch                              | -              | film de scurt metraj; autor/regizor/producător |
| 2015  | Paul Blart: Mall Cop 2             | Lane           | -                                              |
| 2015  | Little Boy                         | London Busbee  | -                                              |
| 2015  | Walt Before Mickey                 | Rudy Ising     | -                                              |
| 2016  | Cardboard Boxer                    | Clean Cut Man  | -                                              |
| 2017  | Warrior Road                       | Tom            | -                                              |
| 2018  | Max & Me                           | D.J.           | -                                              |

### Televiziune
| An(i)   | Titlu                                                                      | Rol            | Note                         |
| ------- | -------------------------------------------------------------------------- | -------------- | ---------------------------- |
| 2002    | Providence                                                                 | Mark Triedman  | un episod                    |
| 2002    | Without a Trace                                                            | Gabe Freedman  | un episod                    |
| 2003    | The Pitts                                                                  | Petey Pitt     | rol principal                |
| 2003    | The Mullets                                                                | N/A            | un episod                    |
| 2003    | Judging Amy                                                                | Jeremy         | un episod                    |
| 2004    | The D.A.                                                                   | Alex Henry     | un episod                    |
| 2004    | Method & Red                                                               | Skyler Blaford | rol secundar                 |
| 2004    | Jack and Bobby                                                             | Sniffly        | un episod                    |
| 2004    | NCIS: Anchetă militară (NCIS)                                              | Willy Shields  | un episod                    |
| 2004-07 | That's So Raven                                                            | Larry          | rol secundar; 12 episoade    |
| 2005    | House                                                                      | Tommy          | un episod                    |
| 2005-14 | Cum am cunoscut-o pe mama voastră (How I Met Your Mother)                  | Luke Mosby     | rol secundar; 65 de episoade |
| 2006    | Cold Case                                                                  | Dale Wilson    | un episod                    |
| 2007    | Studio DC: Almost Live                                                     | el însuși      | al doilea show               |
| 2007-12 | Magicienii din Waverly Place (Wizards of Waverly Place)                    | Justin Russo   | rol principal; 106 episoade  |
| 2008    | Disney Channel Games                                                       | el însuși      | echipa verde                 |
| 2009    | O viață minunată pe punte (The Suite Life On Deck)                         | Justin Russo   | un episod                    |
| 2009    | Disney Channel's 3 Minute Game Show                                        | el însuși      | două episoade                |
| 2009    | Răpirea tatălui (Dadnapped)                                                | Wheeze         | film original Disney Channel |
| 2009    | Magicienii din Waverly Place: Filmul (Wizards of Waverly Place: The Movie) | Justin Russo   | film original Disney Channel |
| 2010    | Jonas L.A.                                                                 | el însuși      | două episoade                |
| 2010    | Easy to Assemble                                                           | Ethan          | un episod                    |
| 2011    | Disney's Friends for Change Games                                          | el însuși      | echipa verde                 |
| 2013    | Arrested Development                                                       | el însuși      | un episod                    |
| 2014    | Mind Games                                                                 | Elliot         | un episod                    |

Legături externe
- David Henrie la Internet Movie Database

1. ↑  CONOR.SI[*] Verificați valoarea |titlelink= (ajutor)
2. ↑  "David Henrie Arhivat în 8 decembrie 2015, la Wayback Machine.". TV.com. Retrieved 2015-12-03.
3. ↑  "That's So Raven Arhivat în 5 noiembrie 2015, la Wayback Machine.". TV.com. Retrieved 2015-12-03.
4. ↑  "Ted Mosby's Son Has Known How I Met Your Mother's Ending Since Season 1". Us Weekly. Retrieved 2015-12-03.
5. ↑  TV.com. "Wizards of Waverly Place Arhivat în 5 iunie 2019, la Wayback Machine.". TV.com. Retrieved 2015-09-27.
6. ↑  Wizards of Waverly Place The Movie, 2009-08-28, retrieved 2015-09-27
7. ↑  "Wizards of Waverly Place: Alex's Logo Arhivat în 8 decembrie 2015, la Wayback Machine.". TV.com. Retrieved 2015-12-03.
8. ↑  "Wizards of Waverly Place: Meet the Werewolves Arhivat în 8 decembrie 2015, la Wayback Machine.". TV.com. Retrieved 2015-12-03.